# Aquileia
 Ikke at forveksle med L'Aquila.
Aquileia er en by i regionen Friuli-Venezia Giulia i det nordøstlige Italien. Byen har 3.128 (2023) indbyggere. Byen var en af Romerrigets betydeligste byer og havde formodentligt op mod 100.000 indbyggere omkring år 300. I 452 blev byen ødelagt af hunnerkongen Attila, men blev genopbygget i middelalderen, hvorefter den langsomt sygnede hen.
Byen blev grundlagt i år 181 f.Kr. som Romerrigets yderste forpost mod nordøst. I de følgende år voksede byen sig stor. I år 10 f.Kr. dannede byen ramme for et møde mellem kejser Augustus og kejser Herodes den Store. På det tidspunkt var byen blevet særdeles betydelig med forum, pragtvillaer, amfiteater m.v.
Efter at kejser Konstantin den Store i 300-tallet var gået over til kristendommen, begyndte byggeriet af den store kirkefaderbasilika. Kirken blev i de følgende århundreder genopbygget og udvidet flere gange, og den kirke, man ser i dag, stammer hovedsageligt fra 1031. I 1909 genopdagede man det originale mosaikgulv fra 300-tallet.
Der er i dag adskillige andre rester fra romertiden, bl.a. det romerske forum og et mausoleum fra kejser Augustus' tid. En stor del af området er endnu ikke udgravet, og der kan derfor forventes vigtige fund i området fra romertiden.
Aquileia blev i 1998 optaget på UNESCOs Verdensarvsliste.
- Kirkefaderbasilikaen i Aquileia
- Romerske ruiner i Aquileia